# Minimal trance
El minimal trance fue en sus inicios un subgénero musical del trance psicodélico. La idea fundamental de género fue preservar el aspecto psicodélico de este género musical y expresarlo con la menor cantidad de elementos posibles. Este género surgió como una contra propuesta al Fullon otro estilo derivado del psytrance que se estaba volviendo cada vez más rápido y agresivo.
Durante el comienzo del nuevo milenio y hasta aproximadamente el 2002 este género musical fue popular entre algunos círculos que consideraban el psytrance obsoleto y que el futuro estaba en el minimal trance, sin embargo fue perdiendo popularidad ya que mucha gente comenzó a perder el interés y muchos productores comenzaron a incorporar elementos en sus producciones nuevamente lo que dio como origen al trance psicodélico progresivo y  al trouse.
Actualmente debido a la amplia popularidad del minimal muchos elementos que eran utilizados en este género han sido retomados por los productores.

## Productores de Minimal Trance
- Beat Fresh
- Xv Kilist
- Yumade
- Paps
- Lucio Aquilina
- aldo Ü trance

- Datos: Q2460288